# Searching for the Young Soul Rebels
Searching for the Young Soul Rebels è il primo album in studio del gruppo musicale britannico Dexys Midnight Runners, pubblicato nel 1980.

## Tracce
Side 1
1. Burn It Down – 4:21
2. Tell Me When My Light Turns Green – 3:46
3. The Teams That Meet in Caffs – 4:08
4. I'm Just Looking – 4:41
5. Geno – 3:31

Side 2
1. Seven Days Too Long – 2:43
2. I Couldn't Help It If I Tried – 4:14
3. Thankfully Not Living in Yorkshire It Doesn't Apply – 2:59
4. Keep It – 3:59
5. Love Part One – 1:12
6. There, There, My Dear – 3:31